# José Caldera
José Caldera (Sahagún, Córdoba, Colombia; 4 de febrero de 2002) es un futbolista colombiano, salido de la cantera del Deportivo Cali con varios títulos en las inferiores y con la categoría mayor en 2021, juega de defensa y su equipo actual es el Deportivo Cali de la Categoría Primera A.

## Trayectoria

### Deportivo Cali
Se formó en la cantera del Deportivo Cali , para que tuviera minutos y sumara experiencia y poder que debutara, fue cedido en el 2020, al club Fortaleza CEIF.

### Fortaleza CEIF
Debutó con el club bogotano , con el cual tuvo suficientes oportunidades de juego, y además de anotar 2 goles. Para así regresar con experiencia al conjunto azucarero en el 2021.

### Deportivo Cali
Al término de la cesión con el Fortaleza CEIF regresa al club Deportivo Cali , para la disputa del torneo finalización 2021 , en cual logra anotar 2 goles en el transcurso del todos contra todos , y posteriormente logra quedar campeón con el conjunto azucarero de dicho torneo derrotando en la final al Club Deportes Tolima en el partido de vuelta en Ibagué, así sumando el décimo título de liga al club Deportivo Cali.

### 2022
Disputa con el conjunto azucarero la Copa Libertadores 2022 , que por desgracia en el partido contra el Corinthians por la jornada 2 anota un autogol para el equipo contrario en un tiro de esquina a favor del Corinthians por tratar de despejar de cabeza hacia el tiro de esquina fue directo al arco de su equipo.